# Camogie
El camogie (en irlandés: camógaíocht) es un deporte de equipo celta organizado por la Asociación de Camogie de Irlanda como una variante femenina del hurling. Las reglas son idénticas al hurling, aunque con algunas excepciones.

## Historia

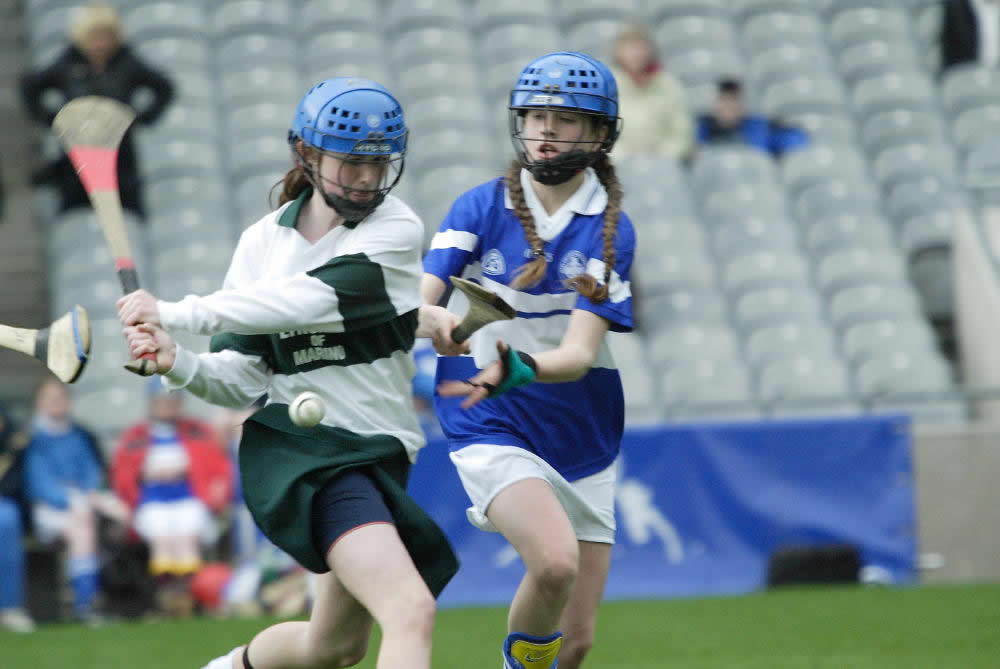
Chicas irlandesas jugando al camogie.

Todos los partidos tienen una duración de 60 minutos. Las finales se disputan todos los años en el estadio de Croke Park durante el mes de septiembre, habitualmente entre la semana de la final del hurling y la final del fútbol gaélico. Hay dos competiciones principales, la liga nacional que se celebra durante el invierno y primavera y es usada como calentamiento para el campeonato irlandés que se celebra durante el verano.
Los equipos compiten para ganar la Copa O'Duffy, que es el premio al ganador del All-Ireland Senior Camogie Championship. Dublin ha sido el equipo que más títulos ha ganado con 26, el último fue en 1984. Kilkenny tiene el récord de más títulos consecutivos con siete, entre 1985 y en 1991.

## Etimología
El camogie o hurling es un deporte que usa diferentes nombres dependiendo si es jugado por hombres o mujeres. Los hombres juegan con un palo curvado (stick) llamado en irlandés camán. Las mujeres utilizan un stick un poco más corto, y su diminutivo en irlandés es camóg. El sufijo aíocht fue añadido a ambas palabras y dio el nombre a los deportes: camánaíocht (o iománaíocht) y camógaíocht. La Gaelic Athletic Association adoptó en 1884 el nombre hurling para el deporte de los hombres. Cuando una asociación de mujeres creó el deporte para ellas en 1904, decidió anglicanizar el nombre de camógaíocht a camogie.

## Resultados
| Nombre    | Victorias | Años |
| --------- | --------- | --- |
| Dublin    | 26        | 1932, 1933, 1937, 1938, 1942, 1943, 1944, 1948, 1949, 1950, 1951, 1952, 1953, 1954, 1955, 1957, 1958, 1959, 1960, 1961, 1962, 1963, 1964, 1965, 1966, 1984 |
| Cork      | 23        | 1934, 1935, 1936, 1939, 1940, 1941, 1970, 1971,1972, 1973, 1978, 1980, 1982, 1983, 1992, 1993, 1995, 1997,1998, 2002, 2005, 2006, 2008                     |
| Kilkenny  | 12        | 1974, 1976, 1977, 1981, 1985, 1986, 1987, 1988, 1989, 1990, 1991, 1994                                                                                     |
| Antrim    | 6         | 1945, 1946, 1947, 1956, 1967, 1979 |
| Tipperary | 5         | 1999, 2000, 2001, 2003, 2004 |
| Wexford   | 4         | 1968, 1969, 1975, 2007 |
| Galway    | 1         | 1996 |